# 海紅
海紅（かいこう）は、1914年（大正4年）に正岡子規門下で新傾向俳句の河東碧梧桐が主宰した自由律俳句の結社。のちに碧梧桐門下の中塚一碧楼が引き継ぎ、現在は海紅社より月刊自由律俳句誌『海紅』および『海紅文庫』などの句集を刊行している。2015年3月に創刊100周年を迎えた。

## 歴史
1915年（大正4年）3月、それまでの俳句の形式にとらわれない、新傾向俳句を目指す河東碧梧桐が創刊。創刊にあたり碧梧桐のスポンサーでもあった俳人、塩谷鵜平の『壬子集』を合併する形をとった。編集の総責任者は中塚一碧楼が務め、編集者として瀧井孝作（折柴）も加わった。また安斎桜磈子、大須賀乙字、小沢碧童、水落露石、喜谷六花、兼崎地橙孫もこれに参加した。作家の芥川龍之介も碧童を通じて一時参加していた。当時の挿絵は小穴隆一（一游亭）や細木原青起が担当。1922年、碧梧桐は一碧楼に海紅を譲り、一碧楼主宰で自由律俳句の月刊誌として継続。しかし1944年、戦時体制諸般の事情により2月号にて一時廃刊、1946年復刊、その年の一碧楼の死後も中塚檀、中塚唯人と継承され、2004年4月号で通巻1000号、2015年3月には創刊100周年を迎えた。100年余を経た現在も結社は存続し、海紅社として月刊『海紅』および句集の刊行を続けている。

## おもな関係者
後に離脱した者も含む。
- 井出台水
- 筏井竹の門
- 水落露石
- 河東碧梧桐
- 加藤雪腸
- 塩谷鵜平
- 喜谷六花
- 広江八重桜
- 小沢碧童
- 大須賀乙字
- 細谷不句
- 松宮寒骨
- 細木原青起
- 安斎桜磈子
- 中塚一碧楼
- 兼崎地橙孫
- 芥川龍之介
- 瀧井孝作
- 小穴隆一
- 風間直得
- 吉川金次